# David Maslanka

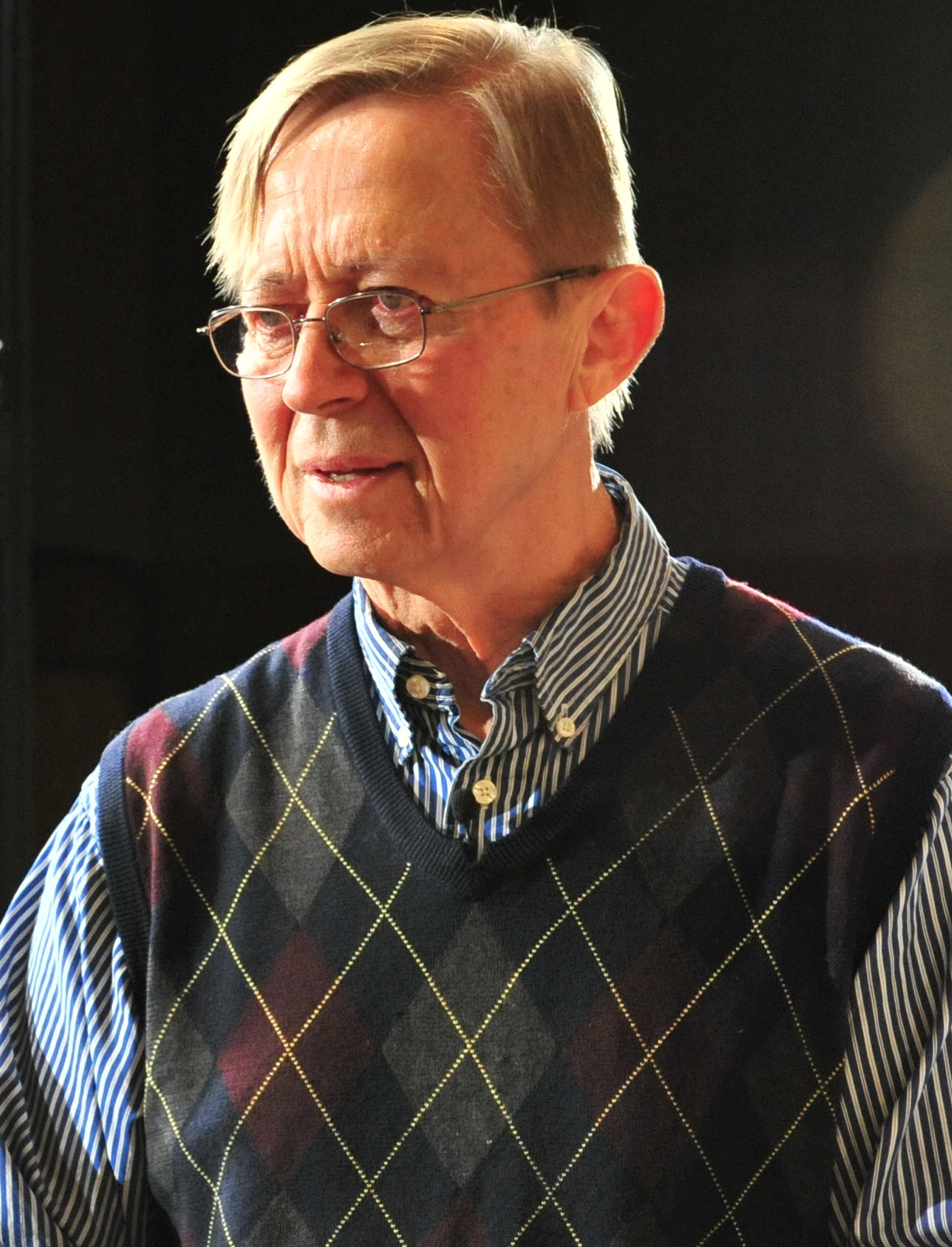
David Maslanka (2015)

David Maslanka [məsˈlæŋkə] (* 30. August 1943 in New Bedford, Massachusetts; † 6. August 2017 in Missoula, Montana) war ein US-amerikanischer Komponist.
Maslanka studierte nach zwei Jahren am New England Conservatory of Music (1959–1961) von 1961 bis 1965 am Oberlin College Klarinette bei George Waln und Komposition bei Joseph R. Wood, wobei er ein Jahr (1963–1964) am Mozarteum in Salzburg verbrachte. Von 1965 bis 1971 studierte er an der Michigan State University, wo er 1970 zum Dr. phil. promovierte. Seine Lehrer waren hier H. Owen Reed (Komposition), Paul Harder (Musiktheorie) und Elsa Ludewig-Verdehr (Klarinette).
Er unterrichtete an der State University of New York (1970–1974), dem Sarah Lawrence College (1974–1980) und der New York University (1980/81). Von 1981 bis 1990 war er Professor am Kingsborough Community College. Von da an lebte er als freischaffender Komponist in Missoula, Montana. Er wirkte als Gastkomponist an Universitäten und bei Festivals und erhielt drei National Endowment for the Arts Composer Awards und fünf Stipendien der MacDowell Colony in Peterborough, New Hampshire. Sein Werk umfasst Kompositionen für Soloinstrumente und Kammermusik, Chorwerke (darunter eine monumentale Messe), Kompositionen für Bläserensemble und für Sinfonieorchester. Er war Mitglied der American Society of Composers, Authors and Publishers.
Maslanka starb in der Nacht auf den 6. August 2017 an Darmkrebs, etwa einen Monat nach seiner Frau. Er hinterließ zwei Söhne und eine Tochter.

## Werke
- Chorwerke
  - A Litany for Courage and the Seasons
  - City Tree
  - Collected Chorale Settings
  - Four Lullabies
  - Hear My Prayer O Lord (Psalm 102)
  - I Wake and Feel the Fell of Dark
  - Mass
  - Seven Lyrics From Sappho
  - The Four Seasons
  - The Hungry Heart
  - The Nameless Fear; or: The Unanswered Question Put Yet Another Way
  - The One and Only Book of Madrigals
- Orchesterwerke
  - A Child’s Garden of Dreams
  - Concerto for Alto Saxophone and Orchestra
  - Death and the Maiden
  - In Lonely Fields
  - Music for String Orchestra
  - Symphony No. 1
  - Symphony No. 6: Living Earth
  - World Music
- Werke für Perkussionsinstrumente
  - Arcadia II: Concerto for Marimba and Percussion Ensemble
  - Concerto for Marimba and Band
  - Crown of Thorns
  - Hohner
  - In Lonely Fields
  - Montana Music: Fantasy on a Chorale Tune
  - Montana Music: Three Dances for Percussion
  - My Lady White
  - Time Stream
  - Variations on ‘Lost Love’
- Werke für Soloinstrumente und Kammermusik
  - Anne Sexton Songs
  - Arcadia
  - Arise!
  - Black Dog Songs
  - Blue Mountain Meadow – Missoula
  - Cello Songs
  - Duo
  - Five Songs
  - Fourth Piece
  - Heaven to Clear When Day Did Close
  - Images From ‘The Old Gringo’
  - Lincoln Speaks at Gettysburg
  - Little Concerto for Six Players (1990)
  - Little Symphony on the Name of Barney Childs
  - Meditation on ‘Dr. Affectionate’
  - Montana Music: Fantasy on a Chorale Tune
  - Montana Music: Trio
  - Mountain Roads
  - Music for Dr. Who (1979)
  - My Lady White
  - Nocturne
  - Orpheus (1977)
  - Piano Song
  - Pray for Tender Voices in the Darkness
  - Quintet for Winds No. 1
  - Quintet for Winds No. 2
  - Quintet for Winds No. 3
  - Quintet for Winds No. 4
  - Recitation Book for Saxophone Quartet
  - Sonata for Alto Saxophone and Piano
  - Sonata for Bassoon and Piano (2004)
  - Sonata for Horn and Piano
  - Sonata for Oboe and Piano
  - Song Book
  - String Quartet
  - Tears
  - The Nameless Fear; or: The Unanswered Question Put Yet Another Way (1989)
  - Three Pieces
  - Trio for Violin, Clarinet and Piano
  - Trio No. 2 for Viola, Clarinet and Piano
  - Variations on ‘Lost Love’
  - A Litany for Courage and the Seasons
- Werke für Blasorchester
  - A Carl Sandburg Reader
  - A Child’s Garden of Dreams
  - A Tuning Piece: Songs of Fall and Winter
  - Alex and The Phantom Band
  - Collected Chorale Settings
  - Concerto for Alto Saxophone and Wind Ensemble
  - Concerto for Marimba and Band
  - Concerto for Piano, Winds and Percussion
  - Concerto for Trombone and Wind Ensemble
  - Concerto No. 2 for Piano, Winds, and Percussion
  - David’s Book: Concerto for Solo Percussionist and Wind Ensemble
  - Desert Roads: Four Songs for Clarinet and Wind Ensemble
  - Give Us This Day: Short Symphony for Wind Ensemble
  - Golden Light – A Celebration Piece
  - Heart Songs
  - Hell’s Gate
  - In Memoriam
  - Laudamus Te
  - Montana Music: Chorale Variations
  - Morning Star
  - Mother Earth: A Fanfare
  - Prelude on a Gregorian Tune
  - Procession of the Academics
  - Rollo Takes a Walk
  - Sea Dreams: Concerto for two Horns and Wind Ensemble
  - Song Book
  - Symphony No. 2
  - Symphony No. 3
  - Symphony No. 4
  - Symphony No. 5
  - Symphony No. 7
  - Symphony No. 8
  - Symphony No. 9
  - Tears
  - Testament
  - Traveler
  - ufo Dreams: Concerto for Euphonium and Wind Ensemble
  - Unending Stream of Life: Variations on “All Creatures of Our God and King”
  - Variants on a Hymn Tune